# Tiamat (sastav)
Tiamat je švedski sastav ekstremnog metala osnovan 1987. u Stockholmu. Dobio je ime po Tiamat, čudovištu iz kaosa u babilonskoj mitologiji i praiskonskoj božici oceana.

## Povijest
Sastav je osnovan 1987. pod imenom Treblinka. Nakon objave triju demosnimki 1989. godine, sastav je promijenio ime u Tiamat. Iste godine sastavu se pridružio Johan Edlund, koji do danas svira u njemu. Godine 1990. objavljen je prvi studijski album Sumerian Cry. AllMusic je rani Tiamat proglasio "jednim od vodećih svjetala simfonijskog black metala". Prije objave tog uratka skupinu su napustili gitarist Stefan Lagergren i bubnjar Anders Holmberg.
Drugi studijski album The Astral Sleep objavljen je 1991. godine. Godine 1992. objavljen je treći album Clouds. Dana 5. travnja 1994. objavljen je prvi koncertni album The Sleeping Beauty – Live in Israel, snimljen 3. lipnja 1993. godine u Tel Avivu. Iste godine objavljen je četvrti studijski album Wildhoney, koji se smatra klasikom gothic/death metala.
Godine 1996. grupi se pridružio basist Anders Iwers, koji također svira i u Ceremonial Oathu. Peti studijski album A Deeper Kind of Slumber objavljen je 1997. godine. Na tom je uratku Tiamat posve napustio elemente death metala i zamijenio ih gothic rockom/metalom. Godine 1999. sastav je objavio šesti studijski album Skeleton Skeletron. Kao što je bio slučaj s prethodnim uratkom, na albumu prevladavaju gothic rock i gothic metal. Na albumu se pojavljuje pjesma "Church of Tiamat", što je naziv internetskih stranica skupine.
Godine 2002. objavljen je sedmi studijski album Judas Christ. Na tom su uratku pomiješani elementi gothic metala i heavy metala. Kao gost na albumu pojavljuje se švedski producent i gitarist Peter Tägtgren. Godine 2003. objavljen je osmi studijski album Prey. Nakon objave tog uratka sastav je otišao na turneju sa skupinama Theatre of Tragedy, Sirenia i Pain. Godine 2006. objavljen je videoalbum The Church of Tiamat, snimljen 23. siječnja 2005. u Krakovu. Godine 2007. objavljena je kompilacija Commandments – posljednji uradak sastava koji je objavila diskografska kuća Century Media Records. U travnju 2008. godine objavljen je deveti studijski album Amanethes. Iste godine objavljen je box set The Ark of the Covenant – The Complete Century Media Years.
Godine 2012. objavljen je deseti i zasad posljednji studijski album The Scarred People.

## Članovi sastava
| Sadašnja postava - Johan Edlund – vokal, gitara (1989. – danas), klavijature, teremin (1997. – danas) - Lars Sköld – bubnjevi (1994. – danas) - Anders Iwers – bas-gitara (1996. – danas) - Roger Öjersson – gitara, klavijature, mandolina, prateći vokal (2012. – danas) Bivši članovi - Jörgen "Juck" Thullberg – bas-gitara (1989. – 1992.) - Anders Holmberg – bubnjevi (1989. – 1990.) - Stefan Lagergren – gitara (1989. – 1990.) - Niklas Ekstrand – bubnjevi (1990. – 1994.) - Thomas Wyreson – gitara (1990. – 1994., 1996. – 1999., 2001. – 2008.) - Johnny Hagel – bas-gitara (1992. – 1996.) - Kenneth Roos – klavijature (1992. – 1994.) - P.A. Danielsson – klavijature (1994. – 1995.) | Sadašnji koncertni članovi - Johan Niemann – gitara (2008., 2016., 2017. – danas) - Rikard Zander – klavijature (2014. – 2016., 2017. – danas) - Gustaf Hielm – bas-gitara (2016. – danas) - Thomas Wyreson – gitara (2016., 2017. – danas) - Carl Westholm – klavijature (2016., 2017. – danas) - Jonas Öijvall – klavijature (2018. – danas) - Per Wiberg – klavijature (2018. – danas) Bivši koncertni članovi - Anders Iwers – bas-gitara (1992.) - Henrik Bergqvist – gitara (2002.) - Martin Brändström – klavijature (2002. – 2009.) - Fredrik Åkesson – gitara (2004. – 2005.) - Henriette Bordvik – vokal (2005., 2015., 2016., 2017.) - Martin Powell – klavijature (2006. – 2007.) - Roger Öjersson – glavna gitara (2011. – 2012.) - Joakim Svalberg – klavijature (2011. – 2012.) - Magnus Henriksson – gitara (2017.) - Daniel Karlsson – klavijature (2017.) |

## Diskografija
Studijski albumi
- Sumerian Cry (1990.)
- The Astral Sleep (1991.)
- Clouds (1992.)
- Wildhoney (1994.)
- A Deeper Kind of Slumber (1997.)
- Skeleton Skeletron (1999.)
- Judas Christ (2002.)
- Prey (2003.)
- Amanethes (2008.)
- The Scarred People (2012.)

EP-ovi
- Gaia (1994.)
- For Her Pleasure (1999.)

Koncertni albumi
- The Sleeping Beauty – Live in Israel (1994.)

Kompilacije
- The Musical History of Tiamat (1995.)
- Commandments (2007.)
- The Ark of the Covenant – The Complete Century Media Years (2008.)

Videoalbumi
- The Church of Tiamat (2006.)